# Yonge Street

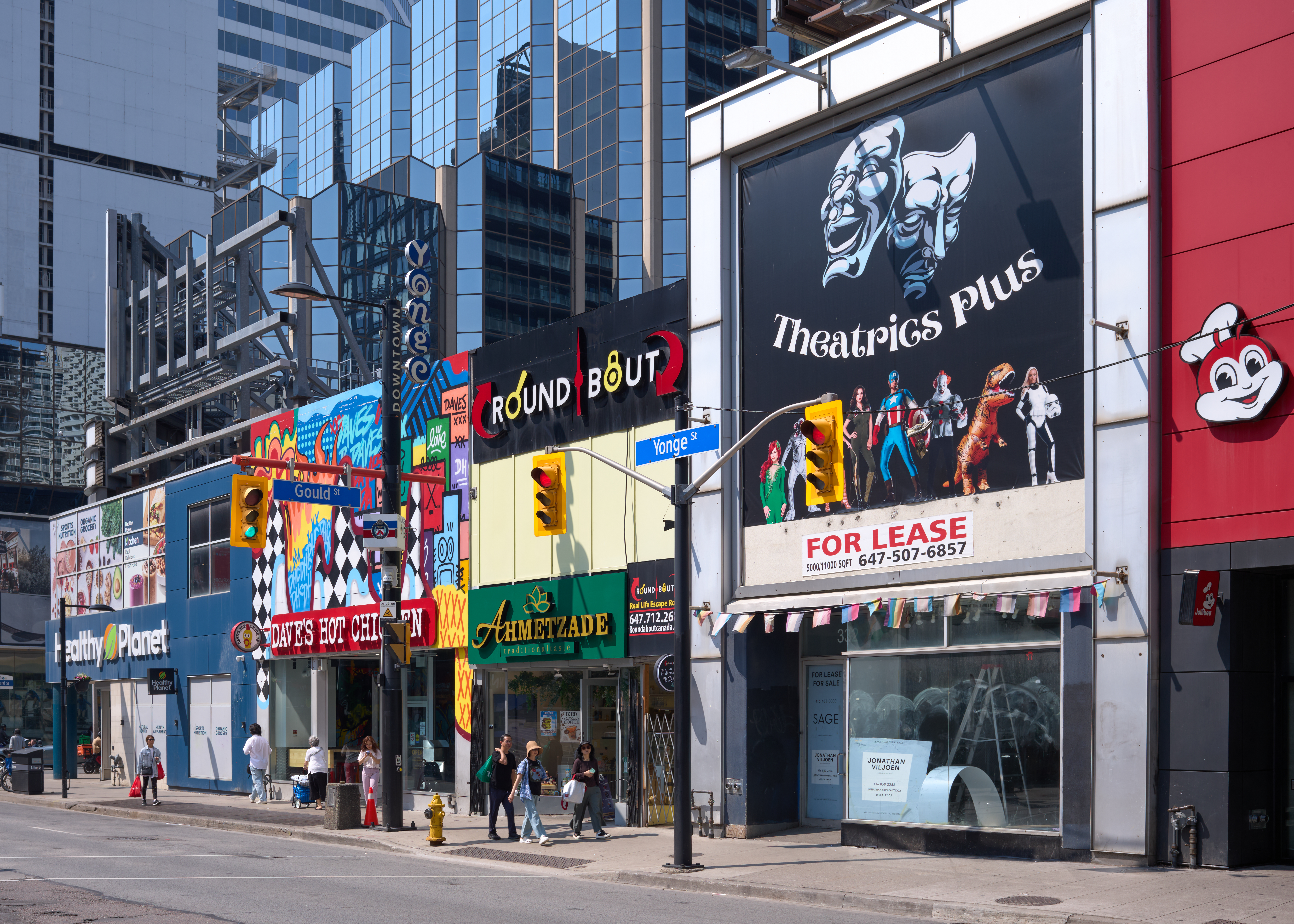
Yonge Street auf Höhe der Gould Street in der Innenstadt von Toronto

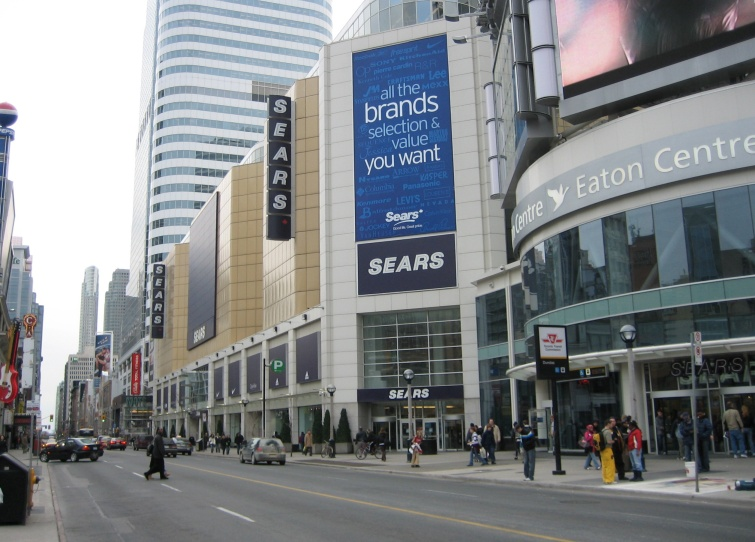
Das Toronto Eaton Centre auf der Yonge Street südlich der Dundas Street.

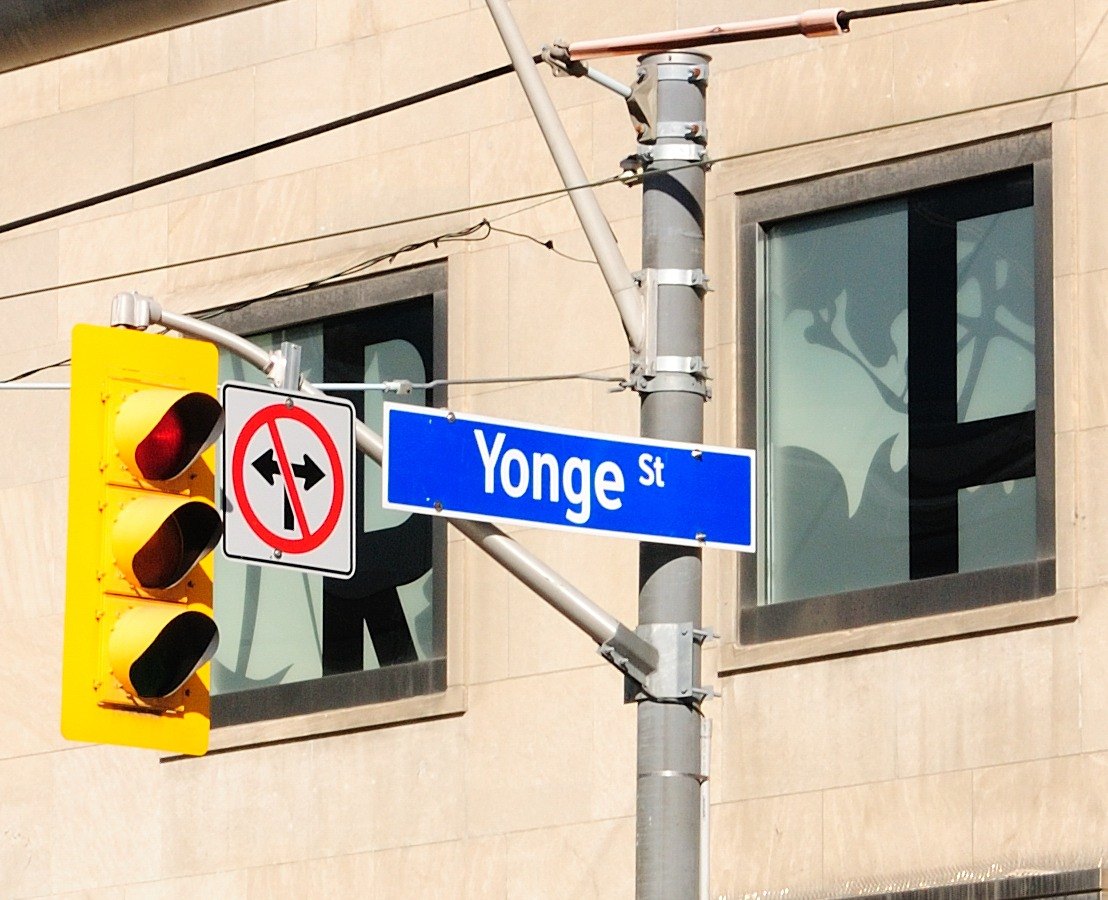
Straßenschild in Toronto

Die Yonge Street (jʌŋ stɹit) ist eine Straße in der kanadischen Provinz Ontario. Sie beginnt als eine der Hauptadern der größten kanadischen Stadt Toronto und endet nach 1896 Kilometern als Provinzstraße im Norden Ontarios. Ihre Länge hat der Yonge Street einen Eintrag ins Guinness-Buch der Rekorde gebracht.
Auf Grund ihrer Bedeutung bei der Besiedlung der Gebiete nördlich der heutigen Stadt Toronto sowie ihrer Auswirkungen auf den Handel in diesem Bereich wurde der Bau der Straße am 19. Mai 1927 durch die kanadische Regierung zu einem „nationalen historischen Ereignis“ erklärt.

## Verlauf
Die Yonge Street beginnt unmittelbar am Ufer des Ontariosees in Toronto. Von dort aus verläuft sie nordwärts zur Stadt Cochrane (der Kreuzung der Ontario Northland- und der Polar-Bear-Express-Eisenbahnlinien) und von dort aus allmählich nach Westen, auf Thunder Bay am Oberen See zu. Anschließend verläuft sie in Richtung der Stadt Rainy River, wo sie an der Grenze zum US-Bundesstaat Minnesota endet.
Als Highway 11 erstreckt sich die Yonge Street offiziell über 1896 km, allerdings führten einige Wechsel in der Zuständigkeit für die Straße in den 1990er-Jahren dazu, dass die eigentliche Yonge Street nun kommunal finanziert wird und der Highway 11 der Verwaltung der Provinz Ontario untersteht. Daher endet die Yonge Street nun in Barrie, mit einer Ausnahme in Bradford, wo die Straße als Bridge Street geführt wird. Dies alles hat zu Streitigkeiten über den Titel der „längsten Straße in der Welt“ geführt, da die Yonge Street offiziell „nur“ noch etwa 99 km lang ist. Die Länge des Highway 11 beträgt derzeit 1784 km. Außerdem wurde von diesem ein großer Teil (etwa 250 km) nördlich von Barrie zu einer Schnellstraße mit leicht verändertem Verlauf ausgebaut.
Südlich der Lawrence Avenue ist die Yonge Street eine vierspurige Hauptschlagader Torontos, die durch Wohn- und Geschäftsgegenden mit großem Fußgängerverkehr verläuft. Nördlich der Lawrence Avenue verläuft sie durch weniger dicht besiedeltes Gebiet. Zwischen den Highways Highway 401 und 407 ist die Yonge Street sogar zu einer sechsspurigen Straße ausgebaut.

## Geschichte

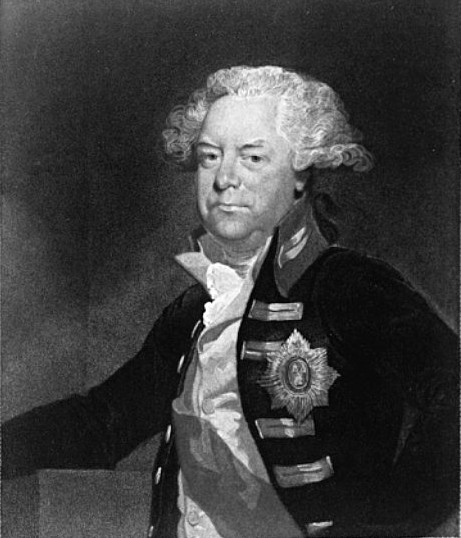
George Yonge

Die Geschichte der Yonge Street begann als Pfad der Wyandot. In der Folge nutzten ihn zahlreiche europäische Entdecker wie Samuel de Champlain. Ab 1793 ließ John Graves Simcoe, der Vizegouverneur der britischen Kolonie Oberkanada, den Pfad zu einer militärischen Straße ausbauen. Er benannte sie nach George Yonge, dem damaligen britischen Kriegsminister. Britische Siedler erhielten das Recht, sich niederzulassen, wenn sie sich dazu verpflichteten, jährlich während zwölf Tagen daran mitzuarbeiten und das Gelände um die Straße zu roden. Auch eine deutsche Siedlergruppe unter der Führung von William Berczy war in den Straßenbau zeitweise involviert. Im Bereich der späteren Stadt Toronto reichte die Yonge Street 1796 bis zur Bloor Street, wurde aber aufgrund des sumpfigen Terrains erst 1812 an das Ufer des Ontariosees verlängert.
1827 erreichte die Yonge Street im Norden die Kempenfelt Bay in der Nähe von Barrie. Als in den 1850er Jahren der Eisenbahnbau einsetzte, nahm die Bedeutung langer Überlandstraßen zunächst ab. 1919 übernahm das Straßenverkehrsministerium von Ontario die Yonge Street und verlängerte sie in den folgenden Jahren um mehrere hundert Kilometer. Allerdings erhielt der neu gebaute Teil die Bezeichnung Highway 11. Seither tragen nur noch die ersten 56 km der Route, die durch Toronto und die York Region verlaufen, den Namen Yonge Street.
Bis zur Zerstörung in den Griechenfeindlichen Ausschreitungen in Toronto 1918 war ein Straßenabschnitt der Yonge Street Teil des damaligen griechischen Viertels.

### Amokfahrt 2018
Am 23. April 2018 ereignete sich auf dieser Straße  eine Amokfahrt mit einem Kleintransporter, bei der ein 25-jähriger, psychisch beeinträchtigter IT-Student armenischer Abstammung auf dem Bürgersteig 10 Menschen tötete und 15 verletzte. Er forderte die Polizei vor der Festnahme auf, ihm in den Kopf zu schießen. Er wurde wegen zehnfachen Mordes und dreizehnfachen versuchten Mordes angeklagt. Sein mögliches Motiv soll Frauenhass und sein Vorbild für die Tat der Täter des Amoklaufs von Isla Vista gewesen sein.

## Sehenswürdigkeiten

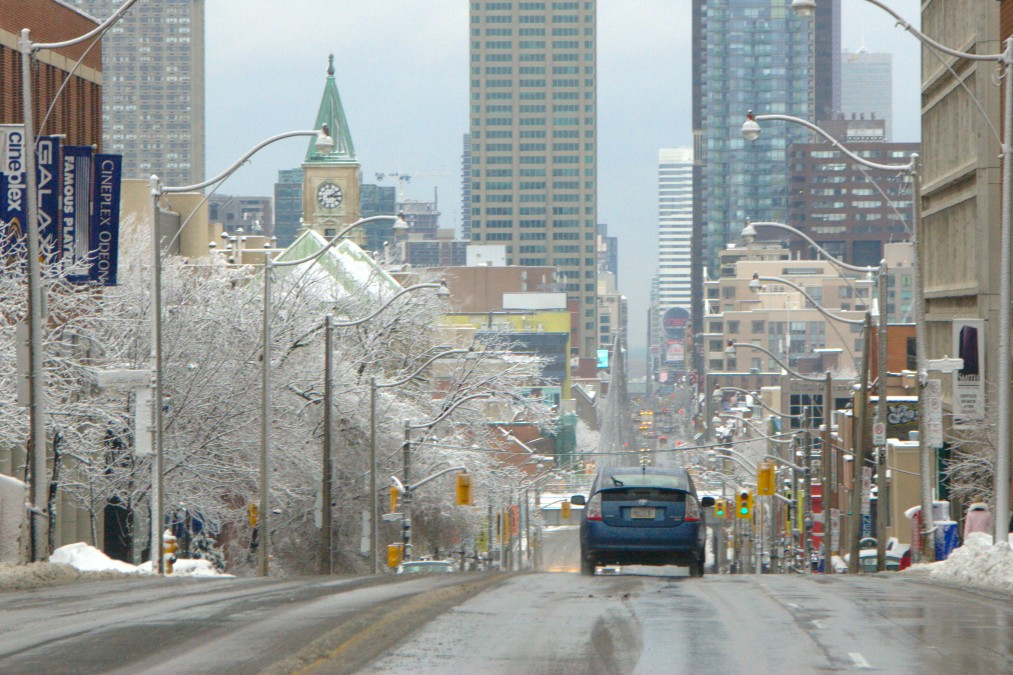
Die Yonge Street, von der St. Clair Avenue südwärts gesehen

Die Yonge Street verläuft an vielen Sehenswürdigkeiten in Toronto vorbei: Dazu gehören zahlreiche Aufführungen von Straßenkünstlern, das Einkaufszentrum Eaton Centre, der Dundas Square, die Hockey Hall of Fame, und ganz am Anfang der Straße das Verlagsgebäude der Zeitung Toronto Star. Nördlich der Queen-Street-West steht das seit 1975 nach dem Ontario Heritage Act geschützte Gebäude der Bank of Toronto. Die 1954 eröffnete Yonge-University-Linie der Toronto Subway verläuft zwischen den Stationen King und College unterhalb der Yonge Street und von dort bis zur Endstation Finch parallel zu dieser Straße.